# Wyżyna Podolska
Wyżyna Podolska (ukr. Подільська височина - trb. Podilśka wysoczyna; rum. Podișul Podoliei) – wyżyna na terytorium Ukrainy, leżąca pomiędzy środkowym biegiem Dniestru i Bohu, wchodząca w skład Wyżyny Wołyńsko-Podolskiej. 

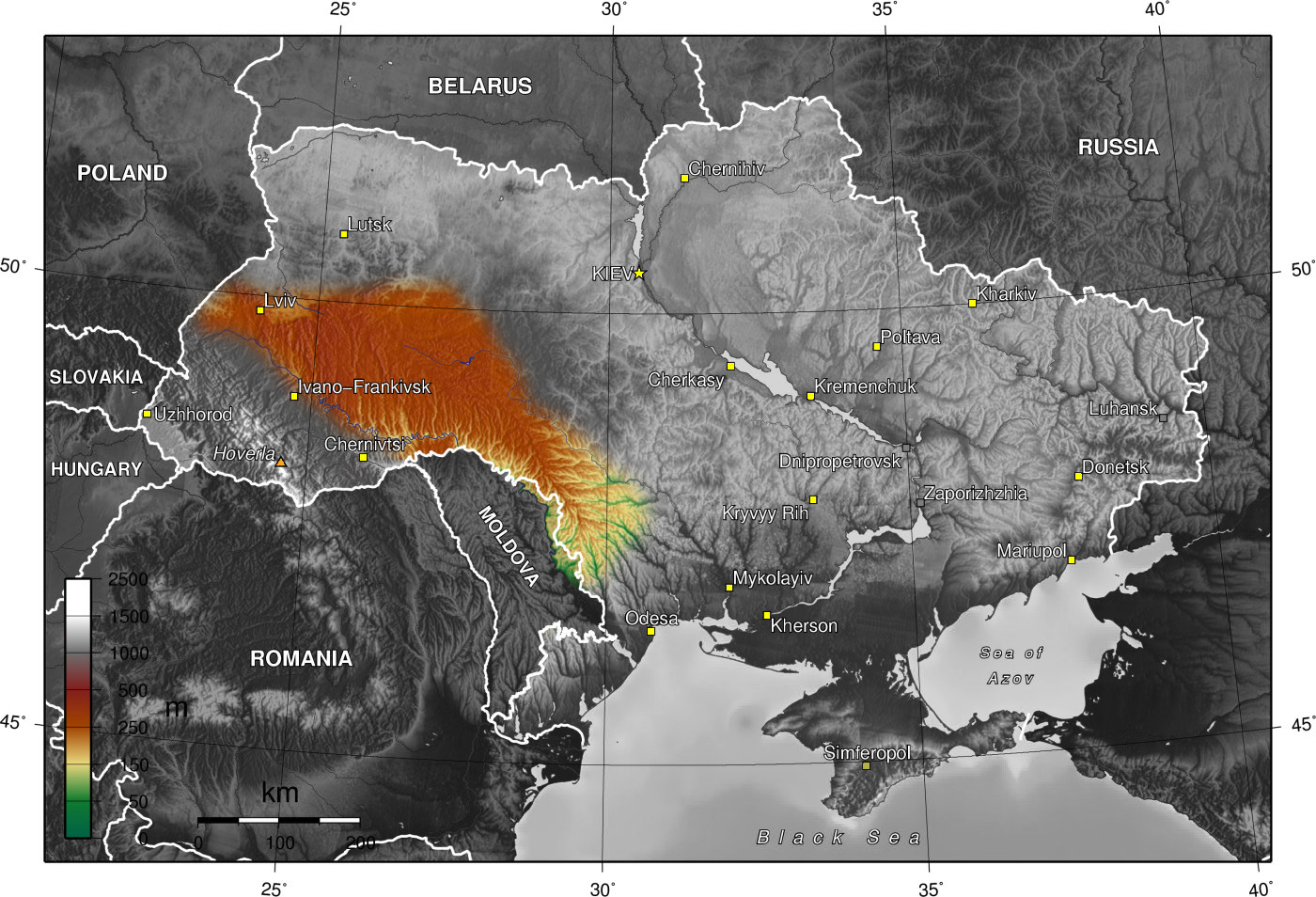
Wyżyna Podolska

Zbudowana jest z prekambryjskich granitów i gnejsów, przykrytych płytowo zalegającym kompleksem skał mezozoicznych i kenozoicznych. Powierzchnia falista i pagórkowata, silnie rozczłonkowana głębokimi dolinami rzek o charakterze jarów. Na północnym zachodzie opada stromym i wysokim progiem ku Wyżynie Wołyńskiej, na wschodzie graniczy z Wyżyną Naddnieprzańską.
Najwyższą część stanowią: Gołogóry - z kulminacją Kamuły (471 m n.p.m.) oraz Miodobory (Towtry) – wał wapiennych skałek, którego wysokość dochodzi do 435 m n.p.m. Klimat umiarkowany ciepły kontynentalny.
Rzeki należą do dorzecza Dniestru (m.in.: Strypa, Seret, Zbrucz, Smotrycz, Murafa) i Bohu (m.in.: Rów, Sawrań, Kodyma).
Jest to rozwinięty region rolniczy (uprawa buraka cukrowego, zboża, winorośli, sadownictwo, hodowla bydła). Główne miasta to: Tarnopol, Winnica, Chmielnicki i Kamieniec Podolski.